# Kristiansund

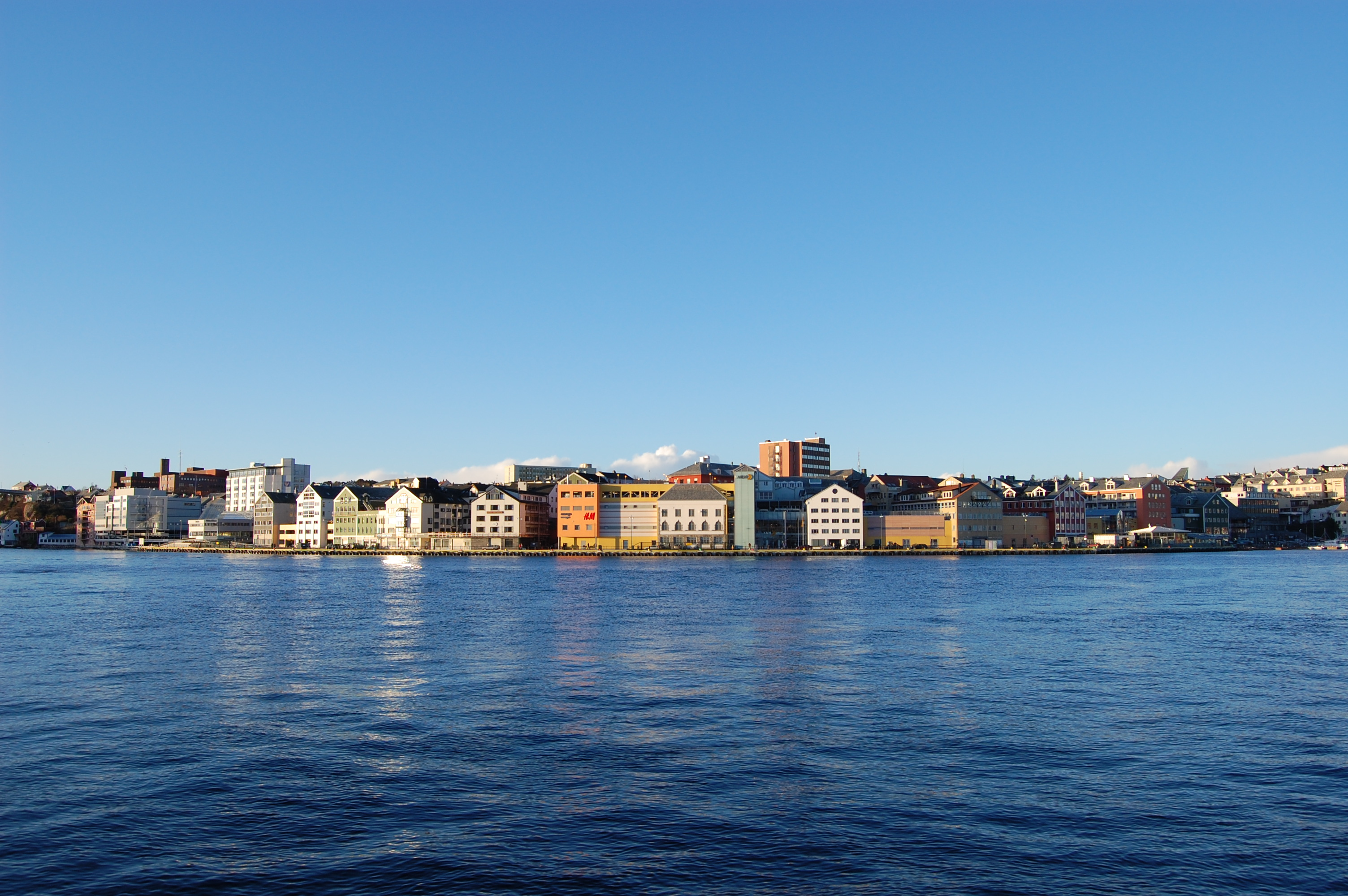
Blick in den Hafen von Kristiansund

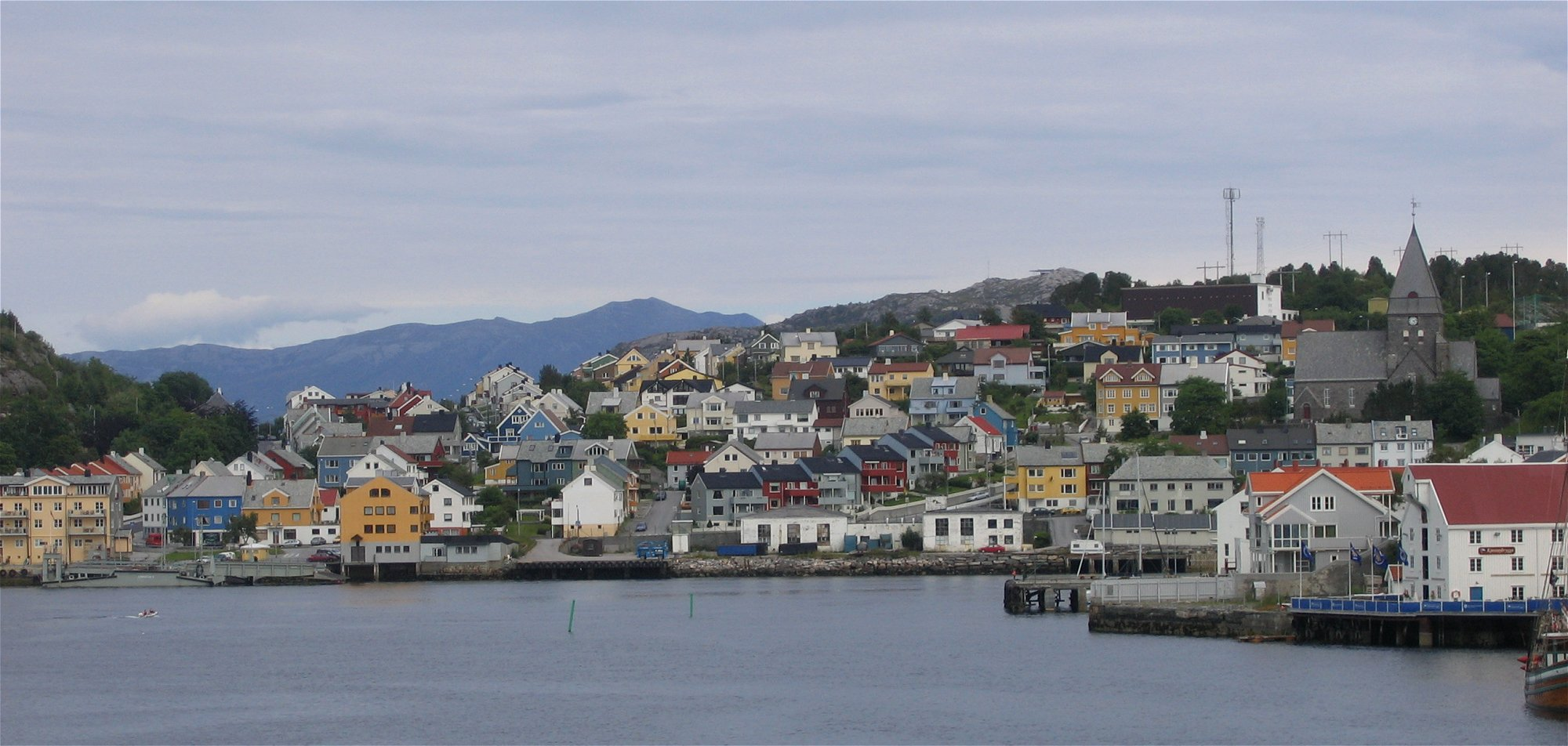
Blick vom Hafen auf Kristiansund

Kristiansundⓘ ist eine Hafenstadt und Inselkommune auf mehreren durch Brücken verbundenen Inseln im Norden der norwegischen Provinz (Fylke) Møre og Romsdal. Die Stadt ist nicht zu verwechseln mit Kristiansand, der größten Stadt des Sørlandes. Deswegen wird auch oft Kristiansund N und Kristiansand S geschrieben.

## Lage
Kristiansund liegt ungefähr 190 Kilometer südwestlich von Trondheim an der norwegischen Atlantikküste. Umgeben wird die Gemeinde von Smøla im Norden, Aure im Osten, Tingvoll und Gjemnes im Süden und Averøy im Westen. Zum Gemeindegebiet gehören neben den drei Inseln Nordlandet, Gomalandet/Kirklandet und Innlandet, welche die vier Stadtteile der Stadt Kristiansund ausmachen, auch die Inseln Frei, Skorpa und Grip sowie eine Reihe kleinerer, meist unbewohnter Inseln und Schären. Der höchste Punkt der Kommune ist der Freikollen (629 Meter) auf der Insel Frei.

## Einwohner
In der Gemeinde Kristiansund leben 24.578 Einwohner (Stand 1. Januar 2025). Von diesen leben 18.337 in der Stadt Kristiansund. Andere Tettsteder sind Storbakken mit 639, Solsletta mit 738,  und Rensvik mit 2572 Einwohnern (Stand: 1. Januar 2024). Die ehemalige Kommune Grip, die bei ihrer Eingemeindung 1964 noch 104 Einwohner hatte, ist heute nicht mehr ganzjährig bewohnt.
Die Einwohner der Gemeinde werden Kristiansundar, Kristiansunder oder Kristiansunding genannt. Kristiansund hat wie einige weitere Kommunen der Provinz Møre og Romsdal weder Nynorsk noch Bokmål als offizielle Sprachform, sondern ist in dieser Frage neutral.
| Jahr          | 1986   | 1990   | 1995   | 2000   | 2005   | 2010   | 2015   | 2020   | 2025   |
| ------------- | ------ | ------ | ------ | ------ | ------ | ------ | ------ | ------ | ------ |
| Einwohnerzahl | 22.164 | 22.017 | 22.092 | 22.124 | 22.327 | 23.238 | 24.507 | 24.179 | 24.578 |

## Name und Wappen
Kristiansund hieß ursprünglich Fosna (oder eingedänischt Fosen), von altnordisch Fólgsn, was so viel wie Versteck bedeutet. In späterer Zeit wurde der Ursprung des Namens oft fälschlich als Fossund (Sund am Wasserfall) gedeutet. Darauf deutet auch das Stadtwappen von 1742 hin, das einen blauen Wasserfall mit drei Lachsen darstellt, der von einem silbernen Fels rinnt. Die heutige Form des Stadtwappens entstand um 1900.

## Geschichte
Bei Ausgrabungen wurden Siedlungsplätze gefunden, die zirka 10.000 Jahre alt sind. Ein Hafen besteht seit der Steinzeit. Mittelalterlichen Ursprungs sind die Bautasteine von Frei.
Der Hafenort erhielt 1742 unter dem Namen Christianssund, benannt nach dem dänisch-norwegischen König Christian VI., das Stadtrecht als kjøpstad („Handelsstadt“). Zu dieser Zeit wurde mit Holz gehandelt. Der Holzhandel wurde noch im 17. Jahrhundert vom Heringshandel ersetzt. Nach dem Handel mit dem Hering kam der Handel mit Kabeljau. Ab dem Jahr 1691 begann man mit der Herstellung von Klippfisch auf den Klippen rings um die Stadt. Das Fischerdorf Grip, das 1964 nach Kristiansund eingemeindet wurde, war eine der wichtigsten Produktionsstätten für Klippfisch.
Während der Napoleonischen Kriege, als Dänemark-Norwegen mit Frankreich verbündet war, wurde Kristiansund am 8. Juli 1808 von englischen Kriegsschiffen angegriffen. Die Stadt verteidigte sich erfolgreich. Bis zum Ersten Weltkrieg gab es eine Wirtschaftsblüte, in dieser Zeit wurde der Klippfisch nach Südeuropa, vor allem nach Spanien und Portugal, exportiert, wo er unter dem Namen „Bacalao“ bekannt wurde. Die Schiffe brachten von dort als Ballast Erde mit. Mit dieser Erde wurde ein Friedhof angelegt.
Im April 1940 wurde die Stadt durch viertägige deutsche Fliegerangriffe nahezu vollständig zerstört. Dabei starben fünf Einwohner und rund 800 Gebäude brannten nieder. Alte Holzhausbebauung findet sich heute vor allem auf den Inseln Innlandet und Kirklandet. Nach Kriegsende wurde die Stadt wieder aufgebaut und weist heute einige der besten Beispiele norwegischer Nachkriegsarchitektur auf, so zum Beispiel das Rathaus und die Kirche von Kirkelandet.
Die Kommune Frei auf der gleichnamigen Insel wurde am 1. Januar 2008 an Kristiansund angeschlossen.

## Wirtschaft
Nach wie vor ist der Fischfang und dessen Verarbeitung zu Klipp- oder Stockfisch (gesalzener, getrockneter Kabeljau) ein wichtiger Wirtschaftszweig. Die Konservierung des Stockfisches erfolgt nur noch zum kleinen Teil im Freien auf den Felsen. Der Stockfisch wird auch heute noch hauptsächlich in die Länder Südeuropas exportiert. Nach der Wirtschaftskrise in den 1920er Jahren wurden Anstrengungen unternommen, um die Wirtschaftsgrundlage zu erweitern und damit weniger empfindlich für Krisen zu machen. Neben dem Fischfang und der Fischverarbeitung lebt die Stadt heute vom Bau und der Wartung von Schiffen und Bohrinseln und dem Werkzeug- und Maschinenbau. Im Stadtteil Nordlandet befindet sich zudem die Vestbase, eine Ansammlung von Betrieben, die vom Betrieb und der Instandhaltung der Ölbohrinseln leben.

## Verkehr

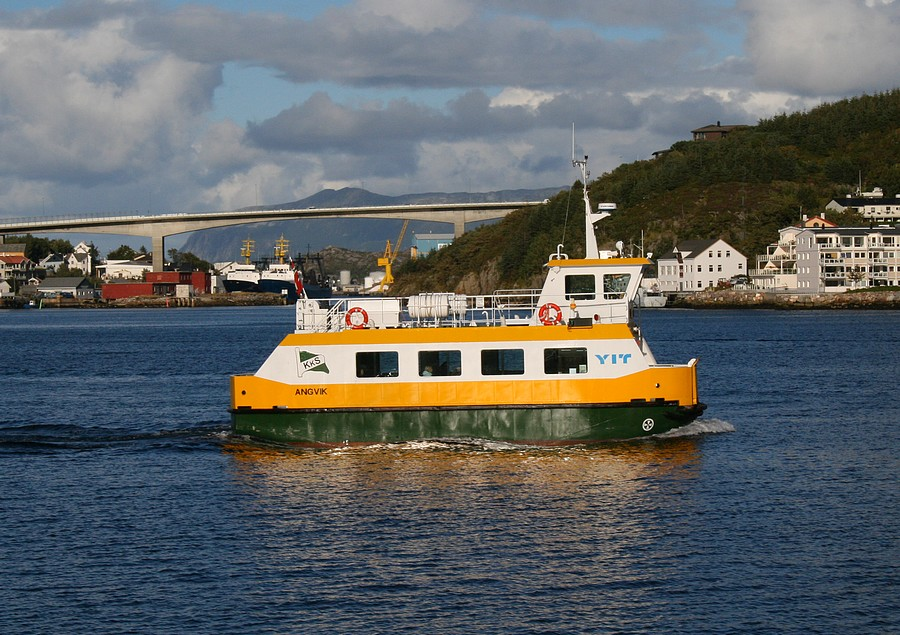
Das Sundbåt Angvik zwischen Nordlandet und Gomalandet

Zwischen den vier Teilen Kristiansunds (Kirklandet, Gomalandet, Nordlandet und Innlandet) verkehrt seit 1876 die Passagierbootlinie Sundbåten, die gleichzeitig ein wichtiger Teil der Identität der Stadt ist und 1997 von den Einwohnern zum wichtigsten Kulturgut gewählt wurde.
Die Stadt wird außerdem von den Schiffen der Hurtigruten und Kreuzfahrtschiffen angefahren. Der Flughafen Kristiansund im östlichen Teil der Insel Nordlandet hat zirka 330.000 Fluggäste im Jahr. Seit dem Jahr 1992 ist die Stadt über den 5,2 Kilometer langen Freifjordtunnel in 130 Meter Tiefe und die zwei Brücken Omsundbrücke und Gjemnessundbrücke mit dem Festland verbunden. Eine Katamaranfähre für den Personentransport bietet mehrmals täglich eine schnelle Verbindung nach Trondheim.

## Sehenswürdigkeiten

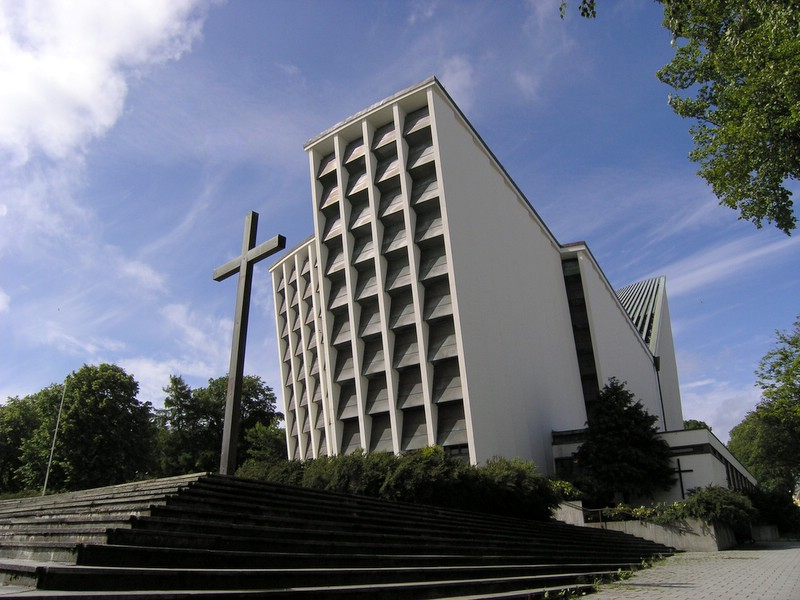
Kirkelandet Kirche

- Kirkelandet Kirche auf der Hauptinsel Kirklandet. Sie wurde 1941 zerstört und 1964 im Stil der modernen norwegischen Kirchenarchitektur nach Plänen von Odd Østbye wieder aufgebaut. In der Kirche sind schöne Glasmalereien zu besichtigen.
- Nordland-Kirche aus dem Jahre 1914
- Nordmøre-Museum mit Ausstellungen zur Kulturgeschichte der Region Nordmøre
- Mellemværftet, eine Segelschiffwerft aus dem 19. Jahrhundert und einem Werftmuseum
- Milnbrygga, das norwegische Klippfisch-Museum, in dem zur Erinnerung an diese Tradition alljährlich ein Bacalao-Wettbewerb stattfindet
- Opernhaus Festiviteten erbaut im Jugendstil
- Varden, ein Turm an einem alten Wach- und Aussichtsplatz mit Rundblick auf Kristiansund
- Die Insel Grip mit Stabkirche und Leuchtturm
- Atlantikstraße zwischen Kristiansund und Bud (laut dem britischen Guardian die „schönste Reisestraße der Welt“)
- Passagierfähre Sundbåt als ein wichtiges Transportmittel seit über 100 Jahren

## Partnerstädte
- Karleby, Finnland
- Härnösand, Schweden
- Fredericia, Dänemark